# سازمان جهانی جنبش‌های کشاورزی زیستی
سازمان جهانی جنبش‌های کشاورزی زیستی (آیفوآم)؛ (به انگلیسی: IFOAM) دربرگیرنده ۷۵۰ سازمان است که در ۱۰۸ کشور جهان، کشاورزی ارگانیک را زیر پوشش می‌گیرند. آرمان این سازمان (فدراسیون بین‌المللی جنبش‌های کشاورزی ارگانیک) اتحاد و کمک به جنبش‌های ارگانیک و حفظ استاندارد کشاورزی ارگانیک و خدمات مجوز رسمی ارگانیک است. آغاز به کار IFOAM در تاریخ ۵ نوامبر سال ۱۹۷۲ و در ورسای فرانسه بود.

## آیفوآم-ایران
آیفوآم-ایران در ۱۱ ماه مه سال ۲۰۱۴ در دومین کنفرانس جهانی توسعه تجارت و بازار محصولات ارگانیک در تهران تشکیل شد. در این کنفرانس، کشور ایران به جنبش جهانی ارگانیک پیوست. آیفوآم-ایران در همکاری نزدیک با انجمن ارگانیک ایران خواهد بود. آیفوآم-ایران برای گسترش جنبش ارگانیک در ایران و کشورهای منطقه تشکیل شده‌است. از دیگر اهداف آن، آموزش و پیشبرد استانداردهای ارگانیک این سازمان جهانی می‌باشد.

## تاریخچه
تاریخچه
کنگره جهانی کشاورزی ارگانیک در سال ۲۰۱۴ در ترکیه - استانبول تشکیل شد و سخنران اصلی آن رشیت پِرِتِو، دبیر صندوق بین‌المللی توسعه کشاورزی بود. سازمان جهانی جنبش‌های کشاورزی زیستی توسط رئیس سازمان کشاورزان فرانسوی رولان شِوریو، تأسیس شد. این فرآیند در ۵ نوامبر ۱۹۷۲، در ورسای - فرانسه، طی یک کنگره بین‌المللی کشاورزی ارگانیک، آغاز گردید.